# Liste der Monuments historiques in Aprey
Die Liste der Monuments historiques in Aprey führt die Monuments historiques in der französischen Gemeinde Aprey auf.

## Liste der Objekte
| Bezeichnung                                     | Beschreibung                                                                                                | Standort                        | Kennzeichnung | Schutzstatus | Datum | Bild |
| ----------------------------------------------- | --- | ------------------------------- | ------------- | ------------ | ----- | ---- |
| Skulptur eines Bischofs                         | Holz, farbig gefasst und vergoldet, 18. Jahrhundert                                                         | in der Kirche St-Bénigne (Lage) | PM52001681    | Inscrit      | 1974  |      |
| Kirchenbänke                                    | Holz, bezeichnet 1768                                                                                       | in der Kirche St-Bénigne (Lage) | PM52001682    | Inscrit      | 1999  |      |
| Rechter Seitenaltar                             | Altartisch, Retabel und Relief Schutzengel; Holz, farbig gefasst, versilbert und vergoldet, 18. Jahrhundert | in der Kirche St-Bénigne (Lage) | PM52001683    | Inscrit      | 1999  |      |
| Skulpturengruppe Heiliger Josef mit Jesusknaben | Holz, farbig gefasst, 17. Jahrhundert                                                                       | in der Kirche St-Bénigne (Lage) | PM52000023    | Classé       | 1974  |      |
| Pietà                                           | Stein, farbig gefasst, 17. Jahrhundert                                                                      | in der Kirche St-Bénigne (Lage) | PM52000024    | Classé       | 1974  |      |